# Parenion
Parenion – rodzaj błonkówek z rodziny męczelkowatych. Gatunkiem typowym jest Parenion kokodana.

## Zasięg występowania
Rodzaj znany z Australii i Papui-Nowej Gwinei.

## Biologia i ekologia
Żywiciele  gatunków zaliczanych do Parenion nie są znani.

## Gatunki
Do rodzaju zaliczane są 3 opisane gatunki:
- Parenion beelaronga Austin & Dangerfield, 1992
- Parenion bootha Austin & Dangerfield, 1992
- Parenion kokodana (Wilkinson, 1936)